# Woodmasonia oxytenes
Woodmasonia oxytenes är en insektsart som först beskrevs av James Wood-Mason 1873.  Woodmasonia oxytenes ingår i släktet Woodmasonia och familjen Phasmatidae. Inga underarter finns listade i Catalogue of Life.